# Costera de Ranes
La Costera de Ranes és una subcomarca del País Valencià que actualment es troba integrada en la comarca de la Costera, de la qual agafa parcialment el nom. Hi formaven part els municipis actuals de l'Alcúdia de Crespins, Canals, Cerdà, la Granja de la Costera, Llanera de Ranes, la Llosa de Ranes, Rotglà i Corberà, Torrella, i Vallés. Actualment també s'inclou Estubeny. Apareix al mapa de comarques d'Emili Beüt Comarques naturals del Regne de València publicat l'any 1934.